# Gunnar Huseby
Gunnar Huseby (ur. 4 listopada 1923, zm. 28 maja 1995) – islandzki lekkoatleta, kulomiot i dyskobol, dwukrotny mistrz Europy w pchnięciu kulą.

## Kariera
Huseby zdobył dwukrotnie tytuł mistrza Europy w pchnięciu kulą: w 1946 w Oslo wynikiem 15,56 m oraz w 1950 w Brukseli wynikiem 16,74 m. Uprawiał także rzut dyskiem jednak w tej konkurencji nie odnosił takich sukcesów jak w kuli. Rekordy życiowe: pchnięcie kulą – 16,74 m (25 sierpnia 1950, Bruksela); rzut dyskiem – 43,78 m (24 sierpnia 1950, Bruksela).

## Osiągnięcia
| Rok  | Impreza            | Miejsce   | Konkurencja    | Pozycja           | Wynik |
| ---- | ------------------ | --------- | -------------- | ----------------- | ----- |
| 1946 | Mistrzostwa Europy | Oslo      | pchnięcie kulą | 1. miejsce        | 15,56 |
| 1946 | Mistrzostwa Europy | Oslo      | rzut dyskiem   | el. – 14. miejsce | 41,74 |
| 1950 | Mistrzostwa Europy | Bruksela  | pchnięcie kulą | 1. miejsce        | 16,74 |
| 1950 | Mistrzostwa Europy | Bruksela  | rzut dyskiem   | el. – 11. miejsce | 43,78 |
| 1958 | Mistrzostwa Europy | Sztokholm | pchnięcie kulą | 17. miejsce       | 15,62 |